# Hekuran Murati

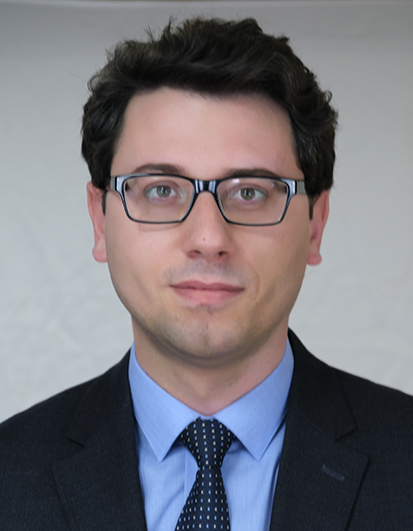
Hekuran Murati (2021)

Hekuran Murati (geboren am 7. November 1987 in Ferizaj, Sozialistische Föderative Republik Jugoslawien, heute Kosovo) ist ein kosovarischer Politiker der Partei Lëvizja Vetëvendosje! (LVV). Er ist Minister für Finanzen, Arbeit und Transfers des Kosovo.

## Leben
Er absolvierte sein Grundstudium in Betriebswirtschaft an der Amerikanischen Universität im Kosovo und sein Aufbaustudium in Investment Management an der Hochschule Bremen und der University of North Carolina mit einer Spezialisierung in International Finance.
Seit 2019 ist Murati Mitglied der Partei Lëvizja Vetëvendosje!. Bei der Parlamentswahl im Kosovo 2019 wurde er zum Abgeordneten des Parlaments der Republik Kosovo gewählt. Während der gesamten Legislaturperiode war er Vorsitzender des Haushalts- und Transferausschusses, Mitglied des Ausschusses für Wirtschaft, Beschäftigung, Handel, Industrie, Unternehmertum und strategische Investitionen und Mitglied des parlamentarischen Untersuchungsausschusses für den Privatisierungsprozess im Kosovo.
Bei der Parlamentswahl 2021 wurde er wiedergewählt. Nach der Wahl gab er sein Mandat ab, um Minister für Finanzen, Arbeit und Transfers im Kabinett Kurti II zu werden.